# Greererpeton burkemorani
Il greererpeton (Greererpeton burkemorani) è un primitivo tetrapode estinto, vissuto nel Carbonifero inferiore (circa 345 - 330 milioni di anni fa). I suoi resti sono stati rinvenuti in Virginia Occidentale (USA).

## Adattamenti alla vita acquatica
Simile a una salamandra, questo animale era lungo anche un metro e mezzo e doveva essere uno dei massimi predatori del suo ambiente. Viveva in paludi e acque basse, nelle quali si muoveva agilmente per mezzo del corpo sinuoso e della lunghissima coda. Il corpo era molto allungato ed era dotato di circa 40 vertebre dorsali (il doppio rispetto a quelle normalmente presenti negli anfibi del Carbonifero). I canali della linea laterale presenti sulle ossa del cranio denotano un forte adattamento alla vita acquatica. Le corte zampe potevano essere utili per direzionarsi durante il nuoto. La testa, lunga e piatta, era dotata di numerosi denti aguzzi.

## Tetrapodi misteriosi
Il greererpeton fa parte di un piccolo gruppo di tetrapodi primitivi, evolutisi nei primi tempi del Carbonifero, noti come colosteidi (Colosteidae). Le loro parentele sono tuttora un enigma per la maggior parte dei paleontologi, ma alcune caratteristiche primitive sembrerebbero escludere i colosteidi dal grande gruppo degli anfibi temnospondili.